# Titularbistum Valentiniana
Valentiniana ist ein Titularbistum der römisch-katholischen Kirche. Es geht zurück auf einen untergegangenen Bischofssitz in der gleichnamigen antiken Stadt, die in der römischen Provinz Byzacena lag.
| Titularbischöfe von Valentiniana |                           |                                                    |                   |                |
| Nr.                              | Name                      | Amt                                                | von               | bis            |
| 1                                | Charles Richard Mulrooney | Weihbischof in Brooklyn (USA)                      | 24. Februar 1959  | 5. August 1989 |
| 2                                | Philip Pargeter           | Weihbischof in Birmingham (Vereinigtes Königreich) | 20. November 1989 |                |